# Metropolia globalna
Metropolia globalna – zgodnie z koncepcją Globalization and World Cities Research Network z Wydziału Geografii Loughborough University jest to miasto o międzynarodowym zakresie oddziaływania w dziedzinie ekonomicznej, kulturalnej i politycznej.

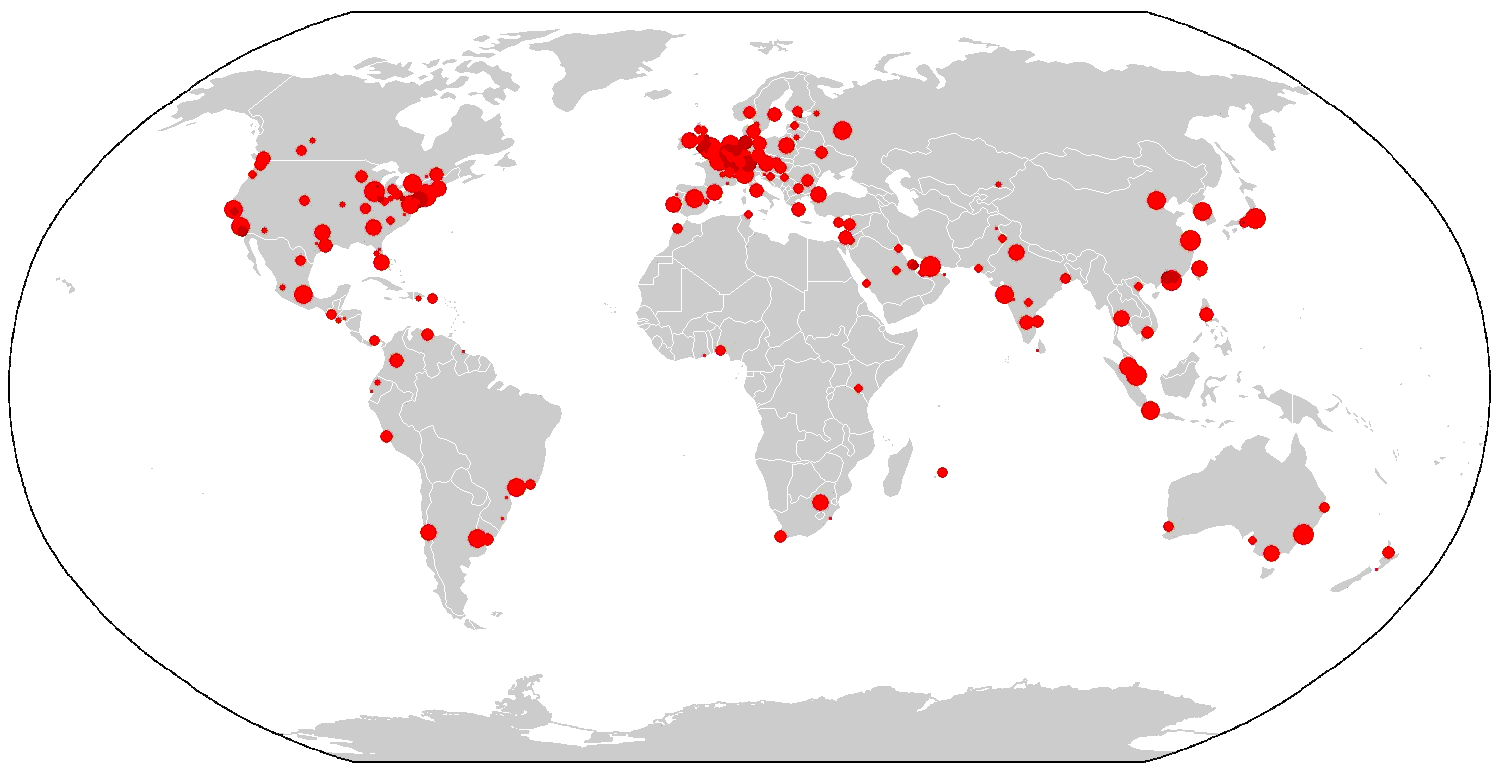
Sieć metropolii globalnych

Najwyższą kategorię (Alpha++) globalnych metropolii otrzymały Londyn i Nowy Jork, które są symbolami globalnego kapitalizmu.

## Charakterystyka ogólna
Nie ma ścisłej i jednoznacznej definicji miasta globalnego, jednakże uznaje się, że miasta takie powinny spełniać następujące warunki:
- nazwa rozpoznawana na całym świecie i jednoznacznie kojarzona z danym krajem (np. wystarczy powiedzieć Londyn; nie ma potrzeby uściślania, że chodzi o Wielką Brytanię);
- międzynarodowe wpływy i udział w wydarzeniach o zasięgu światowym (np. w Nowym Jorku mieści się główna siedziba ONZ);
- duża liczba ludności;
- duże, międzynarodowe lotnisko, będące bazą i punktem przesiadkowym dla przynajmniej kilku międzynarodowych linii lotniczych (np. Amsterdam-Schiphol);
- rozbudowana infrastruktura transportowa obejmująca połączenia drogowe (w tym autostrady), sieć kolejową i rozwinięty transport miejski;
- w świecie zachodnim – obecność wielu kultur i społeczności emigracyjnych, w innych częściach świata – obecność dużej liczby zagranicznych przedsiębiorstw;
- obecność międzynarodowych instytucji finansowych, firm prawniczych, siedzib wielkich koncernów oraz giełdy, która ma wpływ na światową ekonomię[2];
- rozwinięta infrastruktura telekomunikacyjna;
- instytucje kulturalne i naukowe o światowej sławie (np. Rijksmuseum czy Uniwersytet Cambridge);
- festiwale, premiery filmowe, teatry, orkiestry, chóry, galerie sztuki;
- wpływowe media o zasięgu międzynarodowym (np. BBC czy WarnerMedia);
- obiekty sportowe wysokiej klasy, kluby sportowe w najwyższych ligach, zdolność do organizacji imprez o znaczeniu międzynarodowym (np. igrzyska olimpijskie, mistrzostwa świata, mistrzostwa kontynentu).

## Metropolie globalne w Polsce
| Miasto   | 2008                 | 2016                            | 2018                       | 2020                       | 2024                       |
| -------- | -------------------- | ------------------------------- | -------------------------- | -------------------------- | -------------------------- |
| Warszawa | kategoria 4 (Alpha–) | kategoria 3 (Alpha)             | kategoria 3 (Alpha)        | kategoria 4 (Alpha–)       | kategoria 3 (Alpha)        |
| Poznań   | –                    | kategoria 11 (High sufficiency) | kategoria 10 (Gamma–)      | kategoria 10 (Gamma–)      | kategoria 10 (Gamma-)      |
| Katowice | –                    | –                               | kategoria 12 (Sufficiency) | kategoria 10 (Gamma–)      | kategoria 10 (Gamma-)      |
| Wrocław  | –                    | kategoria 10 (Gamma–)           | kategoria 10 (Gamma–)      | kategoria 9 (Gamma)        | kategoria 12 (Sufficiency) |
| Kraków   | –                    | kategoria 11 (High sufficiency) | kategoria 12 (Sufficiency) | kategoria 12 (Sufficiency) | kategoria 12 (Sufficiency) |
| Łódź     | –                    | –                               | kategoria 12 (Sufficiency) | kategoria 12 (Sufficiency) | kategoria 12 (Sufficiency) |